# Cheshmeh Sabz-e Gowghar
Cheshmeh Sabz-e Gowghar (persiska: چشمه سبز گوغر, چشمه سبز) är en ort i Iran.   Den ligger i provinsen Kerman, i den sydöstra delen av landet, 800 km sydost om huvudstaden Teheran. Cheshmeh Sabz-e Gowghar ligger 2 608 meter över havet och antalet invånare är 353.
Terrängen runt Cheshmeh Sabz-e Gowghar är kuperad norrut, men söderut är den platt.Runt Cheshmeh Sabz-e Gowghar är det glesbefolkat, med 12 invånare per kvadratkilometer. Cheshmeh Sabz-e Gowghar är det största samhället i trakten. Omgivningarna runt Cheshmeh Sabz-e Gowghar är i huvudsak ett öppet busklandskap.